# Larroque (Argentina)
Larroque es un municipio distribuido entre los distritos Pehuajó al Sud, Talitas y Cuchilla Redonda del departamento Gualeguaychú en la provincia de Entre Ríos, República Argentina. El municipio comprende la ciudad del mismo nombre y un área rural. 
Está ubicada en el sur de la provincia, a 50 km de Gualeguaychú, a 30 km de Gualeguay y a 43 km de Urdinarrain, estando comunicada con las dos primeras por la ruta provincial N° 16 y con la última por la ruta provincial N° 51. 
Contaba con una población de 7596 habitantes cuando se realizó el censo de 2022.

## Toponimia

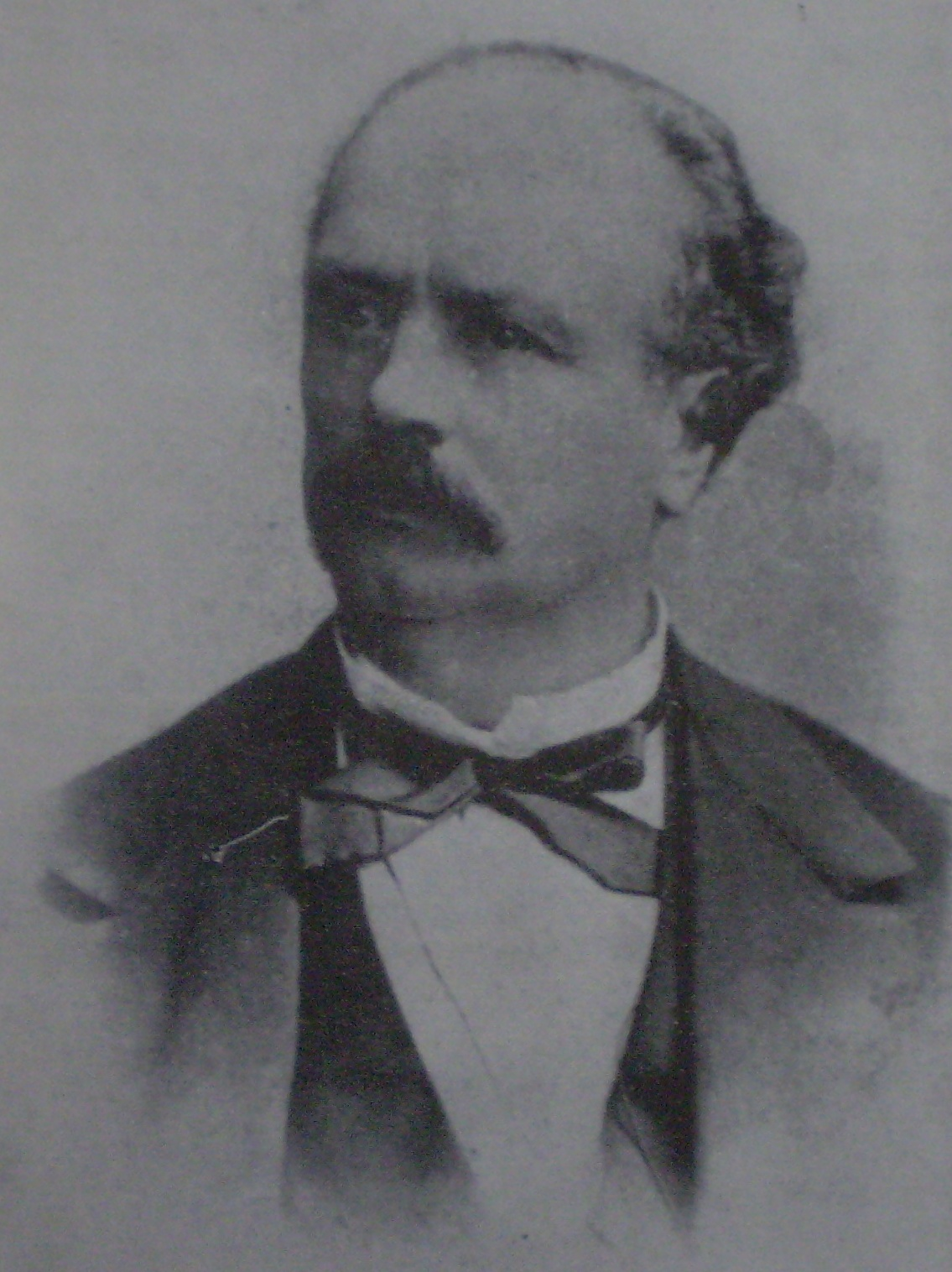
A. Larroque.

Lleva el nombre de la Estación Larroque del Ferrocarril General Urquiza, en homenaje al Dr. Alberto Larroque (1819-1881), nombrado por el general Justo José de Urquiza como rector del Colegio Nacional de Concepción del Uruguay.Esta versión no se encuentra corroborada por ningún documento, la misma ha sido la que ha preponderado en el imaginario de la ciudad, sin tener una fuente documental que la respalde.

## Historia

### Síntesis histórica
- Siglo XIX: el paraje se identificaba como "kilómetro 23". En camino al cementerio, se encontraban las primeras casas.
- 1850, finca de los Suárez, pertenecía a la "Estancia La Esmeralda”. Casa revocada adentro y afuera con piso de baldosas y tejas francesas, mandada a construir por alguna familia acomodada.
- 1907, casa "El Castillo", hasta 1910 Pedro Barel tenía su almacén, trasladado frente a la Estación de Ferrocarril. No quedan rastros.
- 1 de diciembre de 1909, se inauguró el ramal del ferrocarril, tomándose como fundacional del pueblo.[2]
- Enero de 1910, funciona un tren de cargas.
- Febrero de 1910, se le agrega coche de pasajeros. La gente del campo construyó viviendas alrededor de la estación para estar en Larroque más tiempo.
- 1910, cerca del ferrocarril, en parte de la manzana de calles Baudillo Iglesias, Pte. Perón y 1º de Diciembre, vivió Baudillo Iglesias. Sus herederos lotearon en remate público la parte oeste de las vías del ferrocarril.
- En 1911 se crea la primera Escuela Primaria de la ciudad: N.º 54 Córdoba, por Faustino Suárez.
- El 12 de marzo de 1927 fue creado el municipio.[3]
- En 1954 comienza a funcionar el Colegio Nacional de Villa Larroque.
- En 1957 llegan las Hermanas Franciscanas de Gante para hacerse cargo de la Escuela José Manuel Estrada.
- El municipio es elevado a la 1ª categoría mediante decreto N° 4468/1986 del 25 de septiembre de 1986.[4]

### Conformación del pueblo
A Larroque la cruza en dirección noreste-sud la ruta provincial N.º 16, que deja a su vera la localidad. En este lugar se fue conformando una comunidad que progresó, no sólo en población sino económicamente y en ambiciones. Por eso la noticia de que podrían extenderse rieles entre sus lomadas, la llenó de expectativas y proyectos.
Mayoritariamente los primeros habitantes de los campos y chacras donde se asentaría la localidad, fueron criollos: Sánchez, Iglesias, Bravo; Zorreietta. También judíos: Kramarosky o Livedinsky, Zusman, Saied; sirio-libaneses: Caram, Caseb. Se dedicaron muchos de ellos al comercio de ramos generales y a las fondas, a la venta callejera o a algún oficio, herreros, horneros por ejemplo. A fines del siglo XIX llegaron los inmigrantes a la zona, aunque la mayoría se ubicó en Talitas, en Carbó, Cuchilla Redonda, Las Mercedes y Alarcón ya que como buenos colonos, buscaron tierras fértiles y las de Larroque no lo eran tanto.

### El proyecto del ferrocarril
Los ingleses, grandes inversores de aquella Argentina de la generación de ’80, eran los concesionarios del Ferrocarril Central Entre-Riano y del Nordeste Argentino. El objetivo de la empresa era comunicar Buenos Aires, el litoral y Paraguay, a través del tendido de un ramal que, atravesara Entre Ríos por la costa del Uruguay. Así llegó a la villa en 1907, el ingeniero inglés Luís Felp, encargado de verificar las bondades del terreno, las posibilidades económicas de la zona y planear las etapas de construcción. El conocimiento topográfico de los terrenos, la cercanía del camino que unía Gualeguaychú con Gualeguay y el desarrollo de la agricultura n la campaña, llevaron a elaborar tres trazados: uno por la parte donde las aguas corren hacia el río Gualeguay, otro donde corren hacia el río Gualeguaychú y un tercero buscando la línea divisoria de aguas; aconsejó a las empresarios la construcción de un ramal que atravesaría la incipiente población, que correspondía al tercer proyecto. Este demandaría mayor cantidad de desmonte. Se construirían tres estaciones, en el km 11, en el km 23 y en el km 48 (correspondientes a Cuchilla Redonda, Larroque e Irazusta).
Los trabajos se iniciaron en 1907, dando movilidad a las chacras del lugar la llegada de obreros , el trabajo de las máquinas y la propia expectativa de ir viendo como los rieles llegada para luego alejarse tejiendo el futuro para muchos progresistas y generando dudas en los conservadores. Para noviembre de 1909 las obras finalizaron y se hacen los preparativos para la inauguración del nuevo ramal y del edificio de la estación; el gobernador de la Provincia, Faustino Parera, le asignó el nombre de Alberto Larroque. El 1º de diciembre de 1909 fue oficialmente inaugurada la Estación Ferrocarril Central Entre Riano y del Nordeste Argentino Dr. Alberto Larroque. El Pueblo circundante, adoptó este nombre. Esta fecha está tomada luego como la fundacional.

### El nombre de la estación
A pesar de que no se cuenta con ninguna fuente documental que respalde la elección del nombre de la estación, la versión que ha primado en el imaginario de la ciudad es que el nombre fue puesto en homenaje al Dr. Alberto Larroque, jurista y camarista en la provincia de Buenos Aires a fines del siglo XIX y rector del Colegio Nacional de Concepción del Uruguay, primer colegio laico del país.
El Dr. Alberto Larroque era oriundo de Bayona, Francia. Había nacido en el año 1819. Cursó sus primeros estudios en Larresone y Bayona, donde aprendió a hablar con fluidez el idioma castellano y se graduó en Jurisprudencia. Llegaron entonces las revoluciones sociales y políticas a la Francia de mediados del siglo XIX, perseguido por sus ideas liberales, se embarcó hacia América. Recaló en Montevideo. Entre 1841 y 1844 arribó a Buenos Aires para ser docente.
El general Justo José de Urquiza le propuso ser rector de su nuevo Colegio de Uruguay en reemplazo del presbítero Manuel Erausquin, cargo que aceptó. En 1864 regresó a Buenos Aires donde, retirado de la educación y de regreso a su primera profesión, murió en 8 de julio de 1881.

### Los primeros habitantes de la zona
Larroque no va a nacer jurídicamente hasta 1927, cuando se creó la Junta de Fomento, cuya 1º presidencia ocupó el Sr. Pedro David Taffarel. La historia de sus primeros pasos es homónima a las primeras familias. Donde hoy se encuentra la ciudad se habían ubicado algunos comercios, talleres y fondas en manos de criollos, árabes y judíos. Los Bravo y los Iglesias: dueños de los campos adquiridos algunos de ellos luego por el ferrocarril; y loteados los restantes; los Cuello, Pedroza, Franco, López, Virué, Collazo, Paulette, Gonzales, Olloquiegui, Carrizo, Etchazarreta, Ansaldi, Iriarte, Ronconi, Muape, Fleitas, Gauna, Bustos, Laureano, Arce, Morel y otros.
En 1909 llegó Sebastián Livedinsky que instaló un almacén de ramos generales en una casona ubicada en las inmediaciones del cementerio al oeste de las recientes vías. El señor Fabani fue dueño de la primera panadería ubicada cerca de «los ombúes» (hoy frente a la quinta «La Tera»), el segundo comercio del ramo perteneció al señor Torrilla. Las carnicerías eran propiedad de Eliseo Martínez y otra de don Tomás Pauletti. Una de las primeras construcciones de ladrillos fue la de don Martín Muape, en el edificio remozado funciona hoy la Biblioteca Popular Juan Bautista Alberdi. La fonda frente a la recién inaugurada estación fue instalada por Pedro Barel. Otros almacenes pertenecieron a Martín Muape y Lorenzo de Maestri.
Los primeros herreros: Petro Tulay, Scasani, Saini y Pedro Ubiría. El café de Olivieri.
Vestían al pueblo don Miguel Rubio y don José Caram. Un gran horno de ladrillos recibía a la salida del pueblo rumbo a Gualeguaychú. Lugar que luego se denominó popularmente «el castillo» y se tejieron leyendas alrededor de este lugar.
El ferrocarril, en enero de 1910 funcionó el servicio de carga y un mes después el de pasajeros. No es difícil imaginar el impulso que para los productores del campo significó el envío y recepción de cargas. Por eso es que casi junto con el tren llegaron los acopiadores de cereales, Alberto Diez y Armelin. La gente del campo construyó prontamente viviendas también en la zona poblada para pasar aquí las temporadas de menos trabajo, muchos cambiaron su lugar de residencia definitivamente.
Los italianos prefirieron Talitas a unos 20 km o a la zona de Las Flores hacia el norte de Larroque donde las tierras eran más productivas. Otros levantaron sus estancias en Carbó y Cuchilla redonda, Pehuajó Sud o Alarcón como: los Fiorotto, De Zan, Taffarel, Tommassi, Gervasoni, Benedetti, Borro, Romani, Ronconi, etc. Los Taffarel construyeron el Molino Harinero San Antonio (hoy Globoaves) que tuvo gran importancia en la Provincia. Muchos alemanes se instalaron en la zona de la futura Urdinarrain e Irazusta.
En 1911 el maestro Faustino Suárez se hace cargo del inicio de una escuela de acuerdo a la Ley Láinez bautizada como N.º 54 «Córdoba» (hoy N.º 93 «Faustino Suárez»). En 1921 se pone la piedra Fundamental del Templo Parroquial. Se cuenta desde las primeras décadas del siglo XX con sucursal del Correo Argentino y con la 1º sucursal del Banco de Entre Ríos.
En 1944 se coloca la piedra fundamental del Hospital San Isidro Labrador. Desde 1938 el Colegio de las Hermanas atendido por las Hermanas de la Compañía de María y que en 1957 queda a cargo de las Hermanas Franciscanas de Gante. En 1954 se crea el Instituto adscripto General San Martín, devenido en Colegio Nacional de Villa Larroque en 1959.

## Clima
| Parámetros climáticos promedio de Larroque (Aero Club Gualeguaychu) (Valores climaticos medios 1991–2020, extremos 1961–presente) | Parámetros climáticos promedio de Larroque (Aero Club Gualeguaychu) (Valores climaticos medios 1991–2020, extremos 1961–presente) | Parámetros climáticos promedio de Larroque (Aero Club Gualeguaychu) (Valores climaticos medios 1991–2020, extremos 1961–presente) | Parámetros climáticos promedio de Larroque (Aero Club Gualeguaychu) (Valores climaticos medios 1991–2020, extremos 1961–presente) | Parámetros climáticos promedio de Larroque (Aero Club Gualeguaychu) (Valores climaticos medios 1991–2020, extremos 1961–presente) | Parámetros climáticos promedio de Larroque (Aero Club Gualeguaychu) (Valores climaticos medios 1991–2020, extremos 1961–presente) | Parámetros climáticos promedio de Larroque (Aero Club Gualeguaychu) (Valores climaticos medios 1991–2020, extremos 1961–presente) | Parámetros climáticos promedio de Larroque (Aero Club Gualeguaychu) (Valores climaticos medios 1991–2020, extremos 1961–presente) | Parámetros climáticos promedio de Larroque (Aero Club Gualeguaychu) (Valores climaticos medios 1991–2020, extremos 1961–presente) | Parámetros climáticos promedio de Larroque (Aero Club Gualeguaychu) (Valores climaticos medios 1991–2020, extremos 1961–presente) | Parámetros climáticos promedio de Larroque (Aero Club Gualeguaychu) (Valores climaticos medios 1991–2020, extremos 1961–presente) | Parámetros climáticos promedio de Larroque (Aero Club Gualeguaychu) (Valores climaticos medios 1991–2020, extremos 1961–presente) | Parámetros climáticos promedio de Larroque (Aero Club Gualeguaychu) (Valores climaticos medios 1991–2020, extremos 1961–presente) | Parámetros climáticos promedio de Larroque (Aero Club Gualeguaychu) (Valores climaticos medios 1991–2020, extremos 1961–presente) |
| Mes | Ene. | Feb. | Mar. | Abr. | May. | Jun. | Jul. | Ago. | Sep. | Oct. | Nov. | Dic. | Anual |
| --- | --- | --- | --- | --- | --- | --- | --- | --- | --- | --- | --- | --- | --- |
| Temp. máx. abs. (°C) | 41.9 | 40.6 | 40.5 | 36.0 | 33.2 | 29.9 | 32.4 | 35.2 | 37.0 | 37.1 | 39.3 | 40.7 | 41.9 |
| Temp. máx. media (°C) | 31.2 | 29.7 | 28.0 | 24.2 | 20.2 | 17.3 | 16.6 | 19.3 | 20.9 | 23.8 | 27.2 | 29.9 | 24.0 |
| Temp. media (°C) | 24.9 | 23.6 | 21.8 | 18.0 | 14.4 | 11.5 | 10.7 | 12.8 | 14.9 | 18.0 | 21.0 | 23.5 | 17.9 |
| Temp. mín. media (°C) | 18.8 | 18.0 | 16.3 | 12.7 | 9.8 | 6.9 | 6.0 | 7.4 | 9.3 | 12.4 | 14.8 | 17.1 | 12.5 |
| Temp. mín. abs. (°C) | 7.0 | 6.0 | 42.8 | -0.4 | -4.0 | -7.0 | -7.6 | -5.1 | -4.0 | -1.0 | 2.0 | 4.5 | -7.6 |
| Precipitación total (mm) | 130.3 | 122.9 | 128.4 | 124.4 | 81.8 | 57.8 | 56.5 | 60.6 | 78.6 | 121.0 | 115.5 | 140.2 | 1218.0 |
| Días de precipitaciones (≥ 0.1 mm)                                                                                                | 7.5 | 7.4 | 7.7 | 8.7 | 6.9 | 6.3 | 6.1 | 5.8 | 7.1 | 9.0 | 7.9 | 9.2 | 89.6 |
| Horas de sol | 266.6 | 224.0 | 198.4 | 192.0 | 161.2 | 123.0 | 136.4 | 161.2 | 159.0 | 210.8 | 246.0 | 251.1 | 2329.7 |
| Humedad relativa (%) | 67.5 | 72.7 | 74.7 | 78.4 | 81.5 | 82.0 | 80.0 | 75.5 | 72.7 | 73.0 | 67.5 | 65.8 | 74.3 |
| Fuente: Servicio Meteorológico Nacional                                                                                           | | | | | | | | | | | | | |

## Economía
La principal actividad económica es la agropecuaria con cultivos de maíz, soja, sorgo y trigo. Las principales empresas agros de la ciudad son: "Tierra Greda S.A.", "Larroque Cereales" y "Fiorotto Agroservicios".
También tiene un área industrial:
- Planta procesadora de aves.
- Fábricas de estructuras metálicas, tinglados.
- Fábrica de confecciones de indumentaria.
- Fábrica de envases plásticos Plasvec.
- Fábrica de Baterías FADEMI (Clorex-EV).
- Planta de Incubación Globoaves.
- Fábrica de papel higiénico (Papel 2000).
- Fábrica de muebles de algarrobo.
- Fábrica de bolsas de polietileno (LeoFilm).
- Galvanizadora.
- Fábrica de aberturas de aluminio Larroque (Aberturas Larroque).
- Fábrica de sistemas de pesajes y de instrumental de control/medición (Litoral Medición).

## Medios de comunicación
- FM Larroque 96.5 MHz.
- FM Latidos 88.5 MHz.
- FM Zeta 99.5 MHz.
- TV Cable Visión Larroque S.R.L.
- Periódico "Acción de Larroque".
- Diario en línea.[8]
- Periódico "Portal Larroque".
- FM Radio Municipal "La Estación" 89.7 MHz.

## Personalidades

### Arte
- María Esther de Miguel (escritora).
- Annemarie Heinrich (fotógrafa).
- Roberto Alonso Romani (escritor, Secretario de Cultura de la Provincia de Entre Ríos).
- Alberto Paoli Lovera (sacerdote, escritor, dramaturgo, profesor). Fue creador de la Escuela Parroquial de Arte Escénico (EPAE) hoy EMAE (Escuela Municipal de Arte Escénico) y del Grupo de Aficionados de Teatro Experimental, CATE.

### Comunicación
- Juan Pablo Olivera (periodista).
- Rafael Almeyra (periodista e historiador).
- Tirso Fiorotto (escritor, músico y periodista).

### Política
- Alfredo Yabrán (empresario).
- Atilio Benedetti (político, diputado nacional por la Unión Cívica Radical).
- Sergio Omar Kneeteman (político, actor, diputado de la provincia de Entre Ríos por Cambiemos - Unión Cívica Radical).
- Raúl Alberto Riganti (político, ex intendente de Larroque en dos períodos 2007-2015 y actual Diputado de la Provincia de Entre Ríos por FPV.
- Jorge Ernesto Mettler (político). Intendente de Larroque por la Unión Cívica Radical período 1983-1987.

### Academia
- Julio De Zan (filósofo).
- José Benedicto Virué (rector del Colegio Nacional, Diputado Provincial).
- Norma Metler (científica, médica, investigadora y escritora).

### Deportes
- Héctor "Pirincho" Lonardi (automovilista).
- Claudio "Cachilo" Campostrini Labour (automovilista).
- Juan Ronconi (automovilista).
- Brian Bustos (futbolista, jugador del club Deportivo Cuenca).
- Jorgelina Riolfo (futbolista, jugadora del equipo femenino del Club Atlético Racing Club).
- Sacha Vela (futbolista, jugador del club Juventud Unida de Gualeguaychú).
- Emiliano Ronconi (futbolista, jugador del Club Almagro).
- Paolo Impini (futbolista, jugador del club Estudiantes de Buenos Aires).
- Gaston Benedetti (futbolista, jugador del club Estudiantes de La Plata).

## Lugares
- Casa Museo "La Tera", donada al pueblo de Larroque por la escritora María Esther de Miguel.
- Parque de la Estación, recuperado para uso público de recreación, cultura y esparcimiento.
- Museo de la Estación que conserva la historia del pueblo.
- Santa Anita, bellísimo lugar que acoge un gran número de especies autóctonas (propiedad privada).
- Paso "El Corralito" y laguna, zona de arenas blancas en la costa del río Gualeguay, en zona rural Talitas (a 20 km de Larroque).
- Monumento de señala el Sitio Histórico del combate de Arroyo Ceballos en el que los gauchos entrerrianos al mando de Francisco Ramirez detuvieron la invasión poreteña al vencer a las tropas del General Montes de Oca el 25 de diciembre de 1817.

## Parroquias de la Iglesia católica en Larroque
| Diócesis   | Gualeguaychú                        |
| ---------- | ----------------------------------- |
| Parroquias | Nuestra Señora del Perpetuo Socorro |